# Lama (Santo Tirso)
Lama ist ein Ort und eine ehemalige Gemeinde (Freguesia) im Norden Portugals.

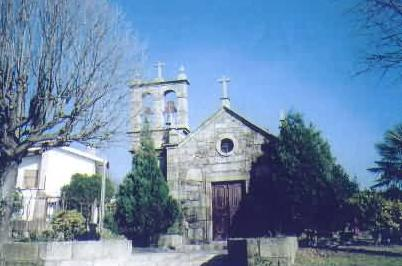
Kirche von Lama

Lama gehört zum Kreis Santo Tirso im Distrikt Porto. Die Gemeinde hatte eine Fläche von 2,08 km² und 1395 Einwohner (Stand 30. Juni 2011).
Am 29. September 2013 wurden die Gemeinden Lama, Palmeira, Areias und Sequeiró zur neuen Gemeinde União das Freguesias de Areias, Sequeiró, Lama e Palmeira zusammengeschlossen.